# Palais de la Bourse (Bordeaux)
Pour les articles homonymes, voir Palais de la Bourse et Hôtel de la Bourse.
Le palais de la Bourse, aussi connu comme l'hôtel de la Bourse, est un bâtiment de la ville de Bordeaux en Gironde, en France. Il abrite la Chambre de commerce et d'industrie (CCI) de Bordeaux, le tribunal de commerce et le corps consulaire. Le bâtiment sert aussi d'espace de congrès, géré par la CCI, avec 150 manifestations accueillies annuellement.

## Localisation
Le corps de bâtiment est situé entre la place de la Bourse, le quai du Maréchal-Lyautey et la place Jean-Jaurès.

## Histoire

### Construction
Édifié entre 1742 et 1749, le palais de la Bourse fait partie de l'ensemble architectural qu'est la place de la Bourse, initialement « place Royale ». Voulue par l'intendant Claude Boucher, la place devait servir, grâce à un décor de façades ordonnancées, d'écrin à la statue équestre de Louis XV, tout en accueillant la chambre de commerce et l'administration des Fermes (ancêtres des douanes). L’architecte Jacques Gabriel dessinera d'abord les façades de l'hôtel des Fermes du Roi, construit entre 1735 et 1738, puis, après sa mort en 1742, c'est son fils Ange-Jacques Gabriel qui poursuivra son œuvre avec le palais de la Bourse, sous l'intendance du marquis de Tourny. À la fin du chantier en 1749, la bourse des marchands (située auparavant place du Palais), la chambre de commerce et la juridiction consulaire, s'installeront dans leurs nouveaux locaux.

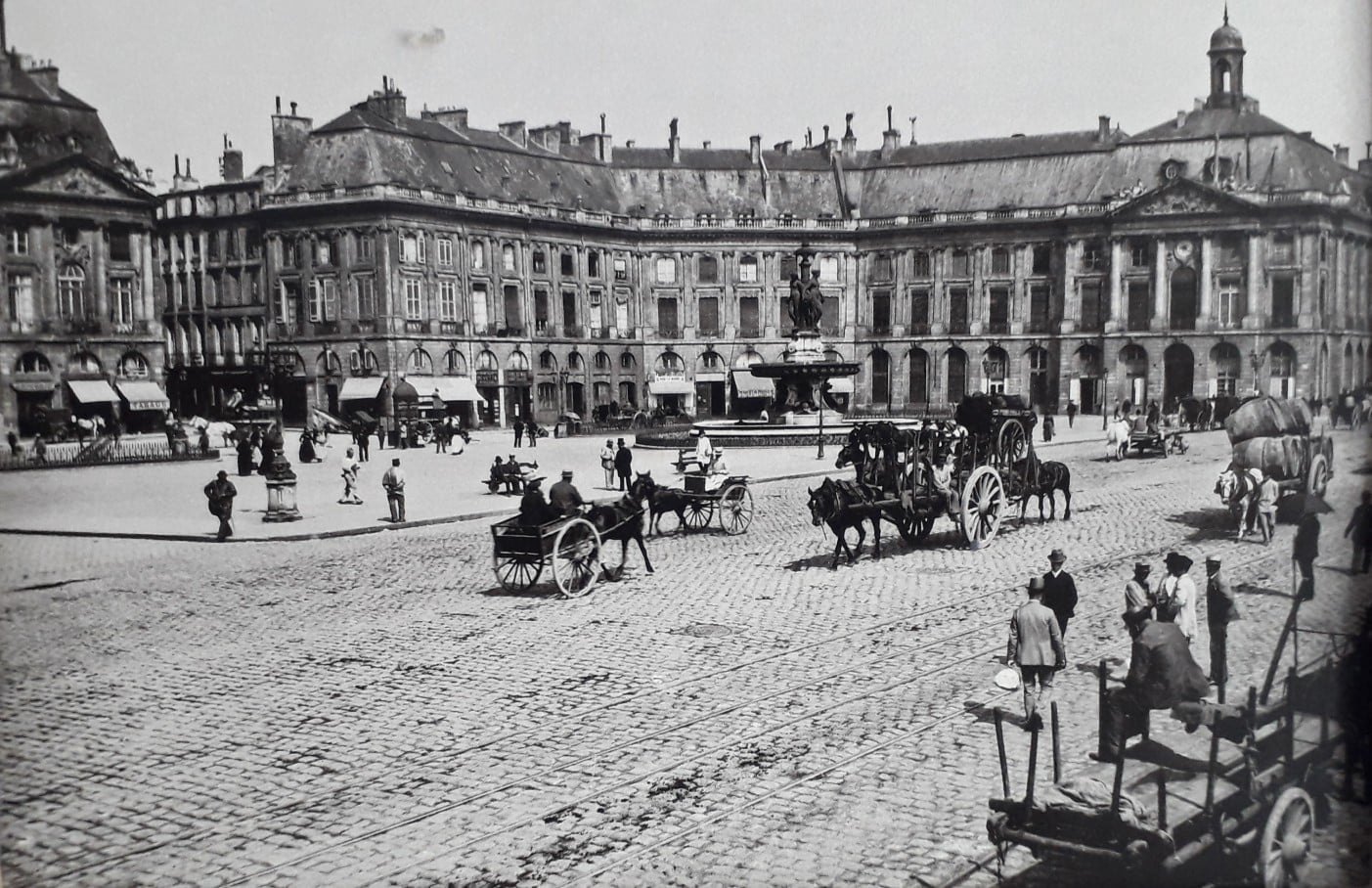
Fin 1890.
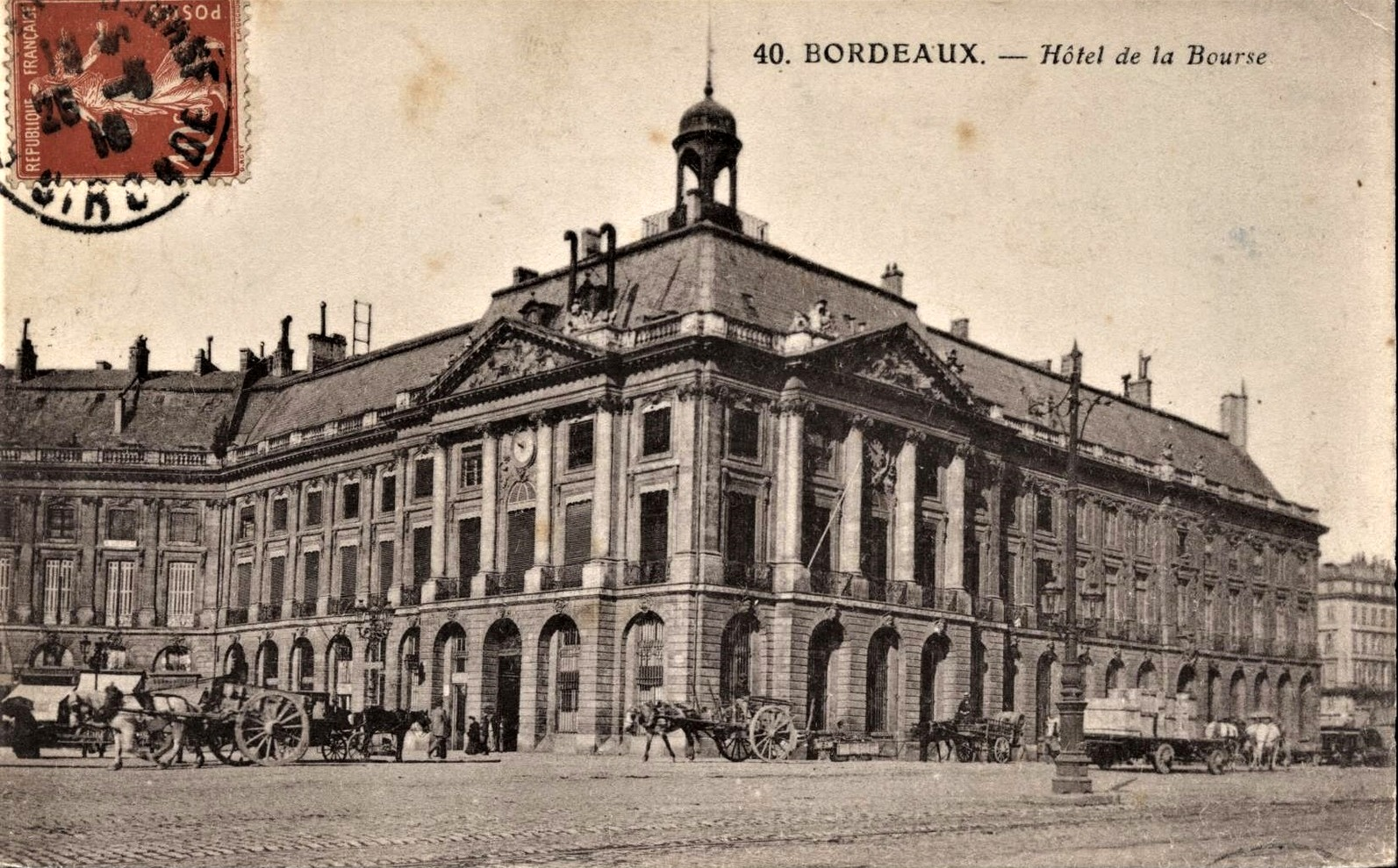
Entre 1900-1920.

### Incendies
Deux incendies, l’un en 1925, l’autre par un bombardement anglais le 8 décembre 1940, détruisent une partie des archives du tribunal de commerce postérieures à la Révolution.

### Aujourd'hui
La chambre de commerce (CCI) et le tribunal de commerce sont toujours en place dans le bâtiment. En revanche la bourse de Bordeaux, en tant que place de cotation, a fermé comme les autres bourses régionales en 1990, au profit de la Bourse de Paris.

## Distribution
Au premier étage, le tribunal de commerce occupe les locaux situés sur les façades ouest et sud de l'hôtel ; la chambre de commerce, ceux situés sur les façades nord et est. 

## Architecture

### Extérieur

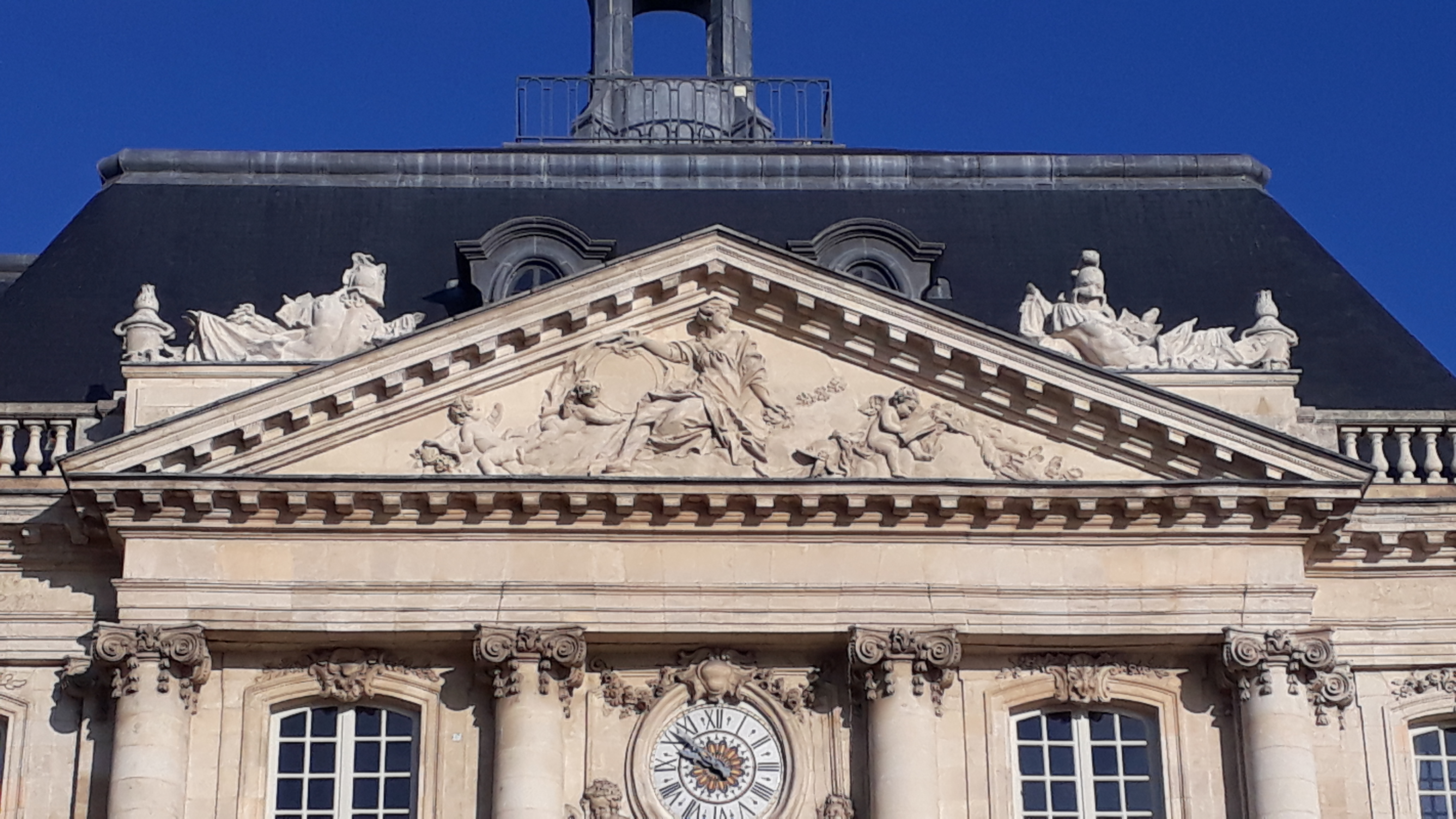
Fronton méridional.
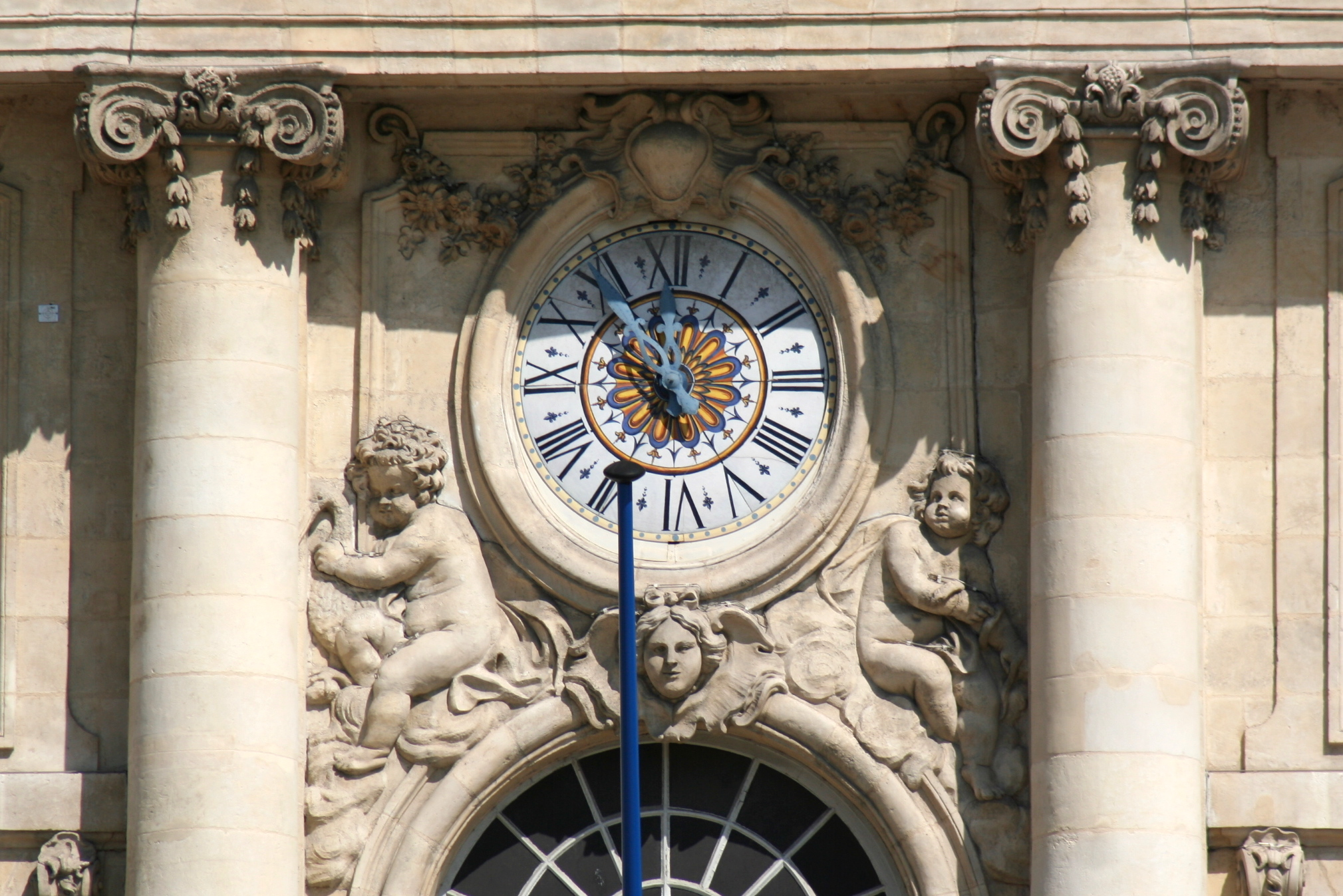
L'horloge.

### Intérieur

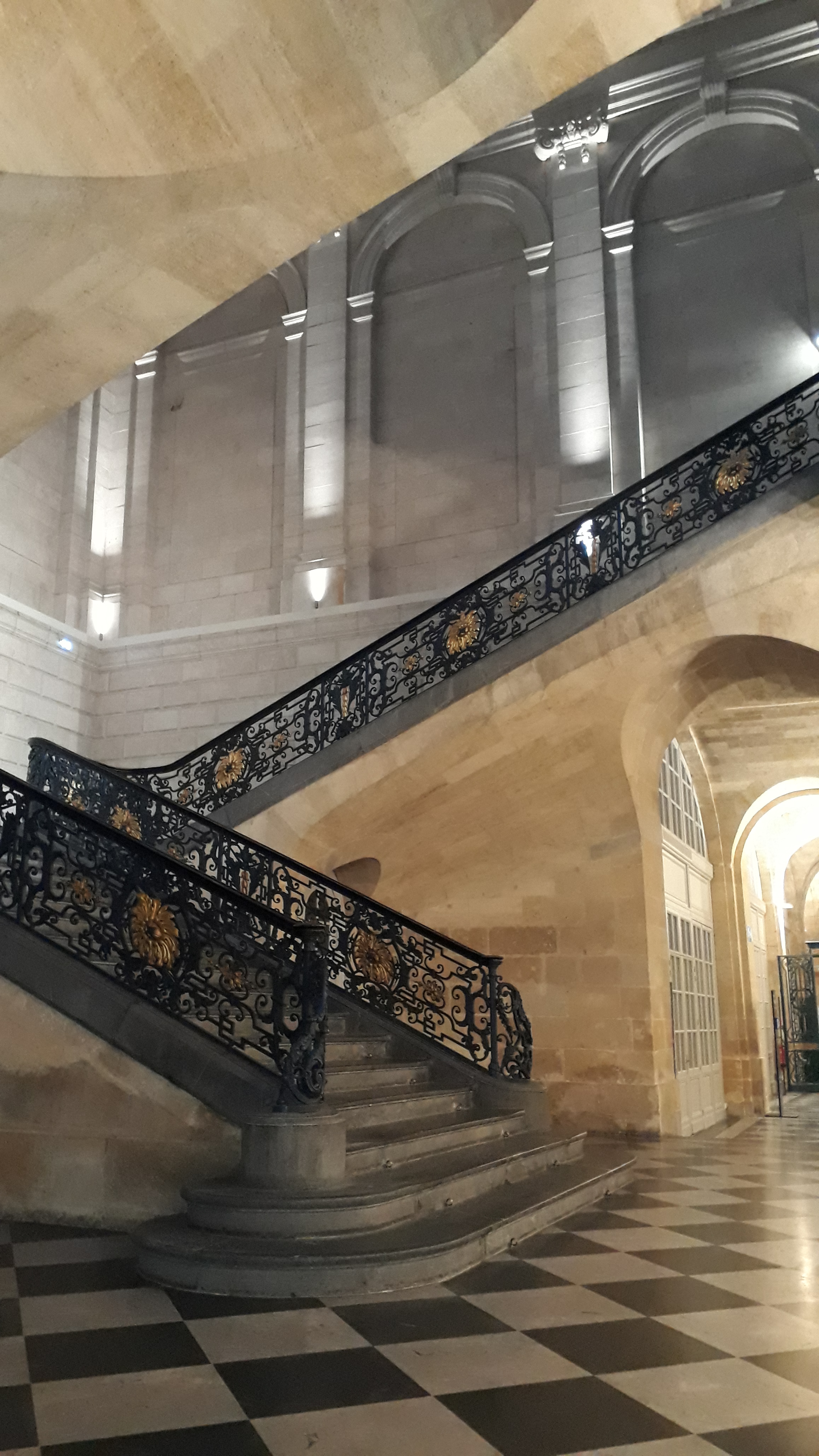
Le grand escalier.

L'édifice renferme une cour qui est désormais couverte. Elle entourée d'arcades plein cintre, garnies de portes en fer à claire-voie. Les tympans portent divers emblèmes commerciaux avec l'inscription des principales places d'Europe. Une corniche qui fait balcon marque dans le pourtour la hauteur du premier étage. Au-dessus, un entablement à triglyphes supporte la naissance d'une voûte percée de quatorze lanternes vitrées. Autour de cette salle, existent de larges portiques contenant autrefois des comptoirs, bureaux de change, magasins, boutiques de détails. Deux cadrans de 1750, réalisés par le faïencier bordelais Hustin, contiennent l'un une horloge, l'autre une indication de la direction du vent, étant relié à une girouette située sur le toit. Cette information permettait aux négociants d'évaluer la probabilité d'arrivée prochaine d'une cargaison dans le port, pour prendre des décisions optimales de vente ou d'achat.
Donnant sur cette cour intérieure, désormais couverte, une porte monumentale en fer forgé due au maître-serrurier Dumaine (1773).
Dans la salle d'audience du tribunal de commerce se trouve une grande toile de Préau représentant La prestation de serment des juges-consuls. La salle d'attente est ornée de boiserie provenant de l'hôtel bordelais du financier Nicolas Beaujon.

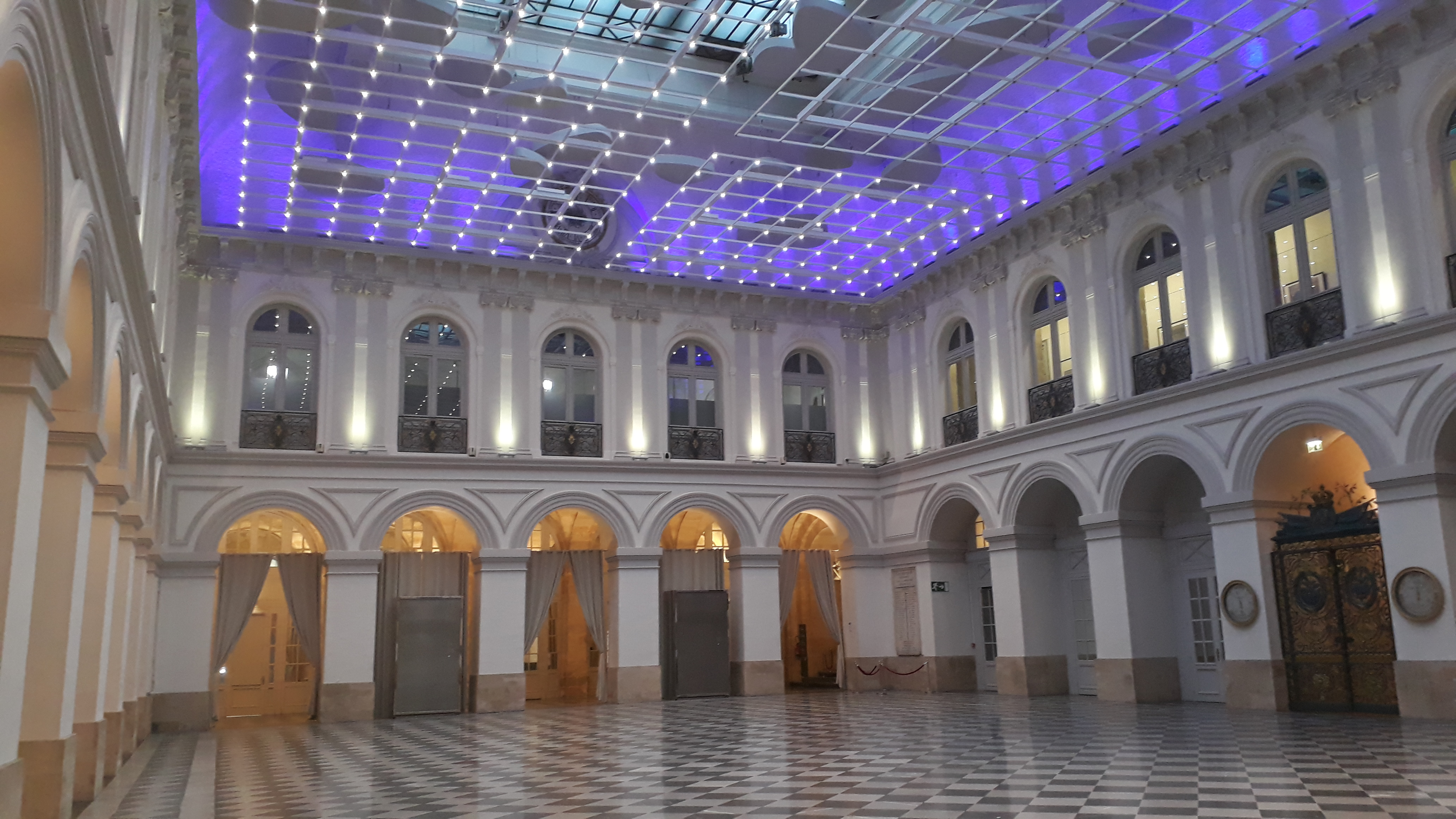
La cour intérieure.
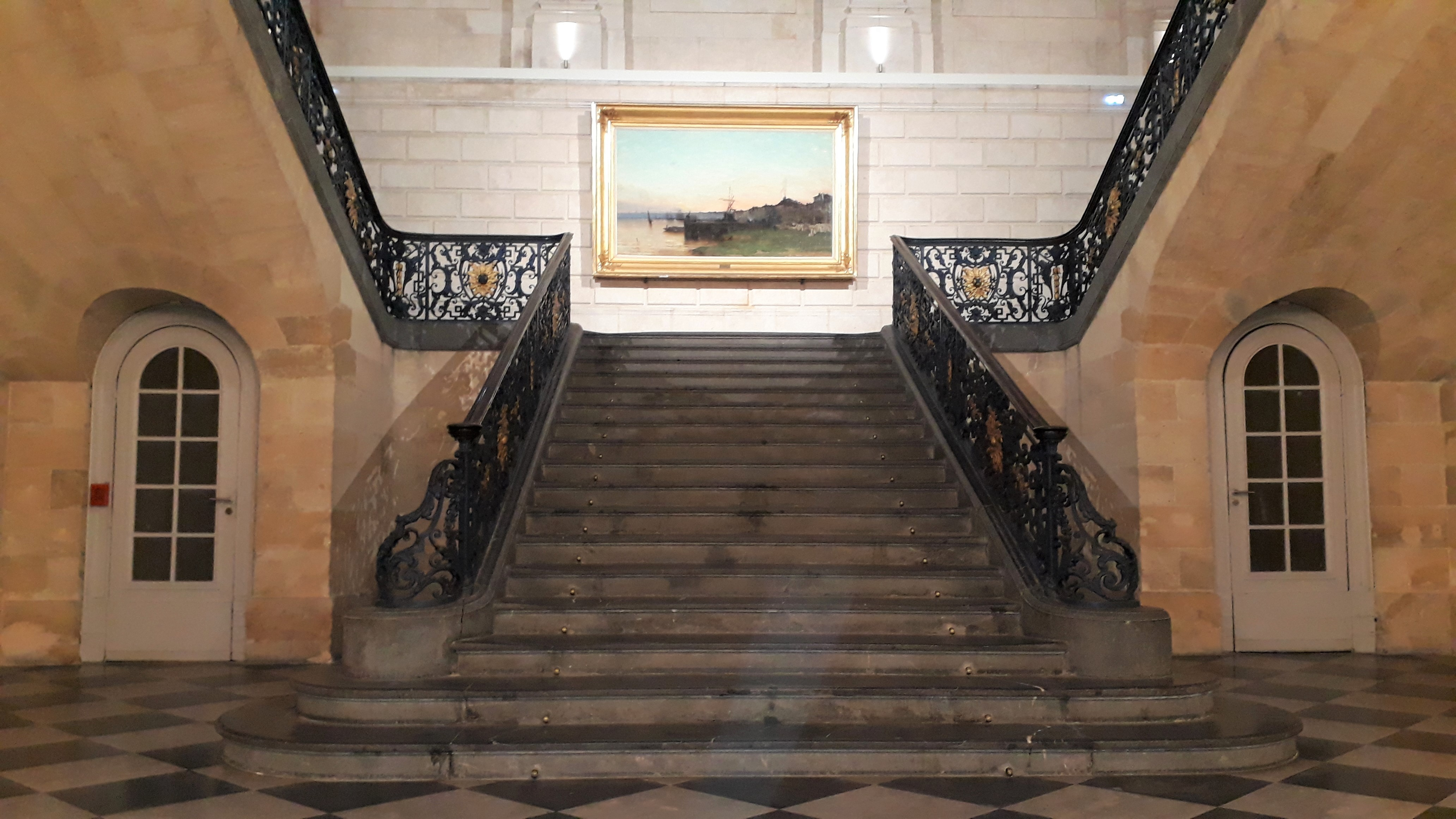
Le grand escalier en marbre noir des Pyrénées.

## Protection
Différents éléments de l'édifice (façades, toitures et escalier) sont classées au titre des monuments historiques par arrêté du 22 décembre 1916 et du 26 octobre 1942.

## Galerie

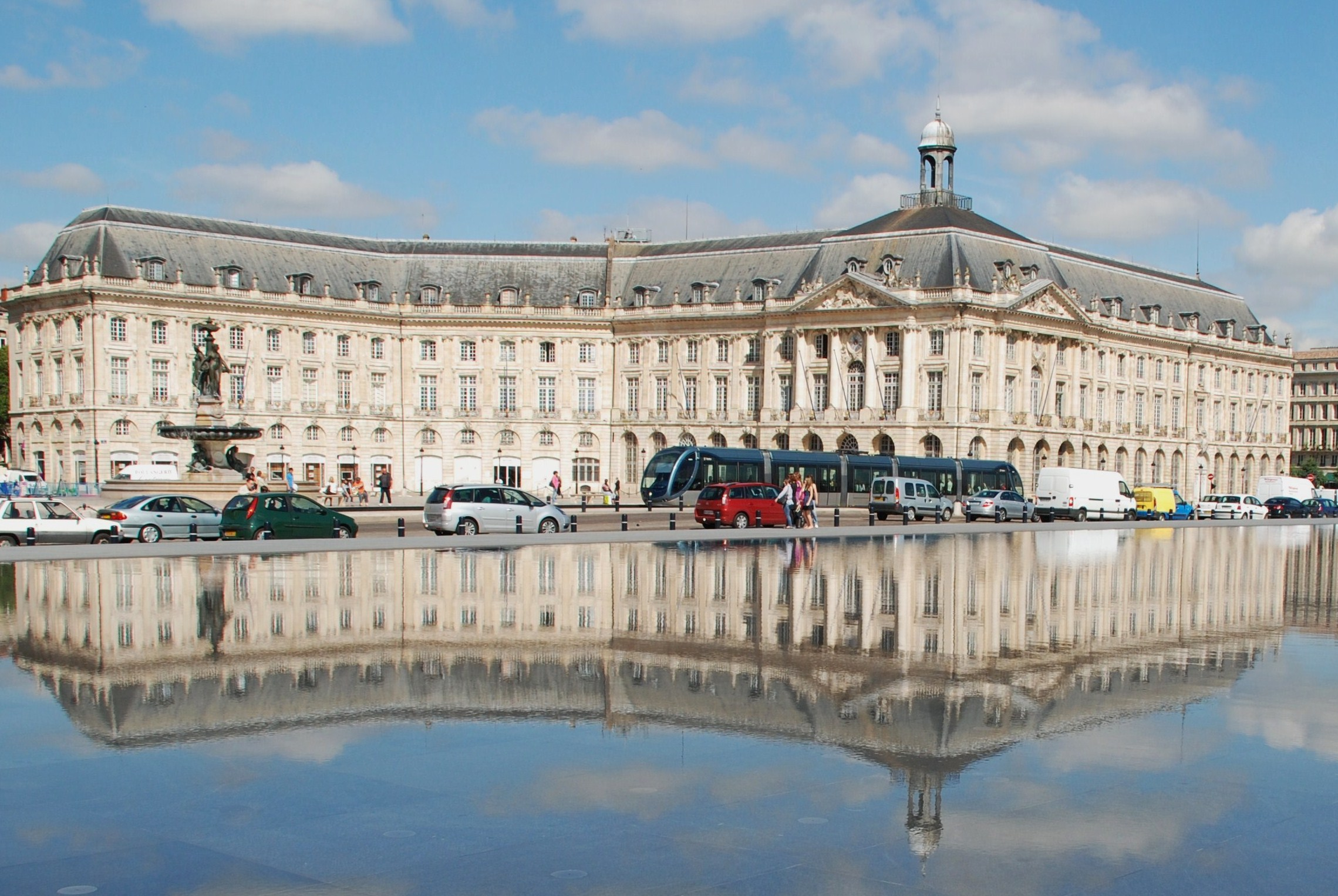
Vue d'ensemble du palais de la Bourse avec son reflet dans le miroir d'eau de la place de la Bourse.
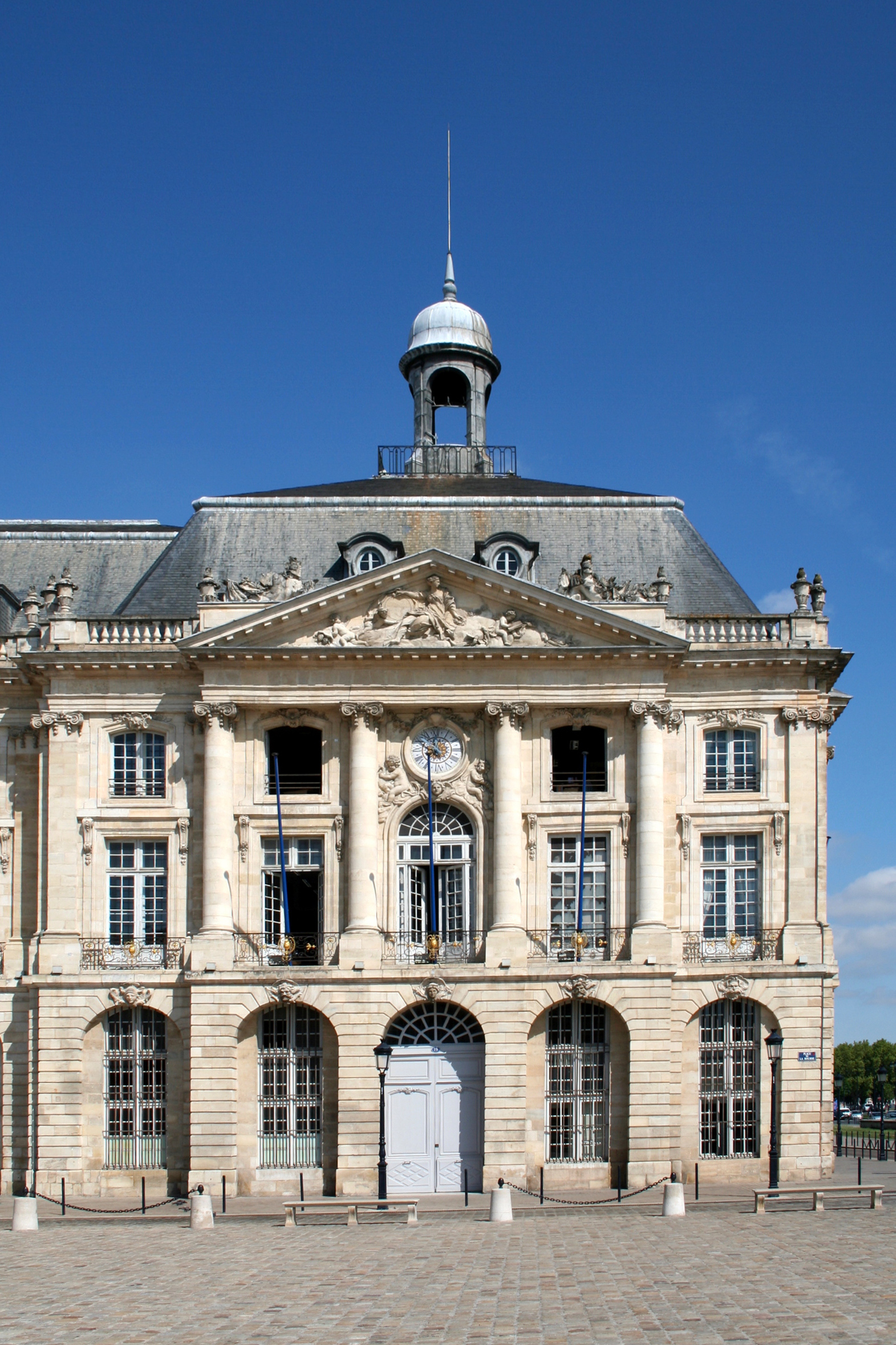
Façade sud donnant sur la place de la Bourse.
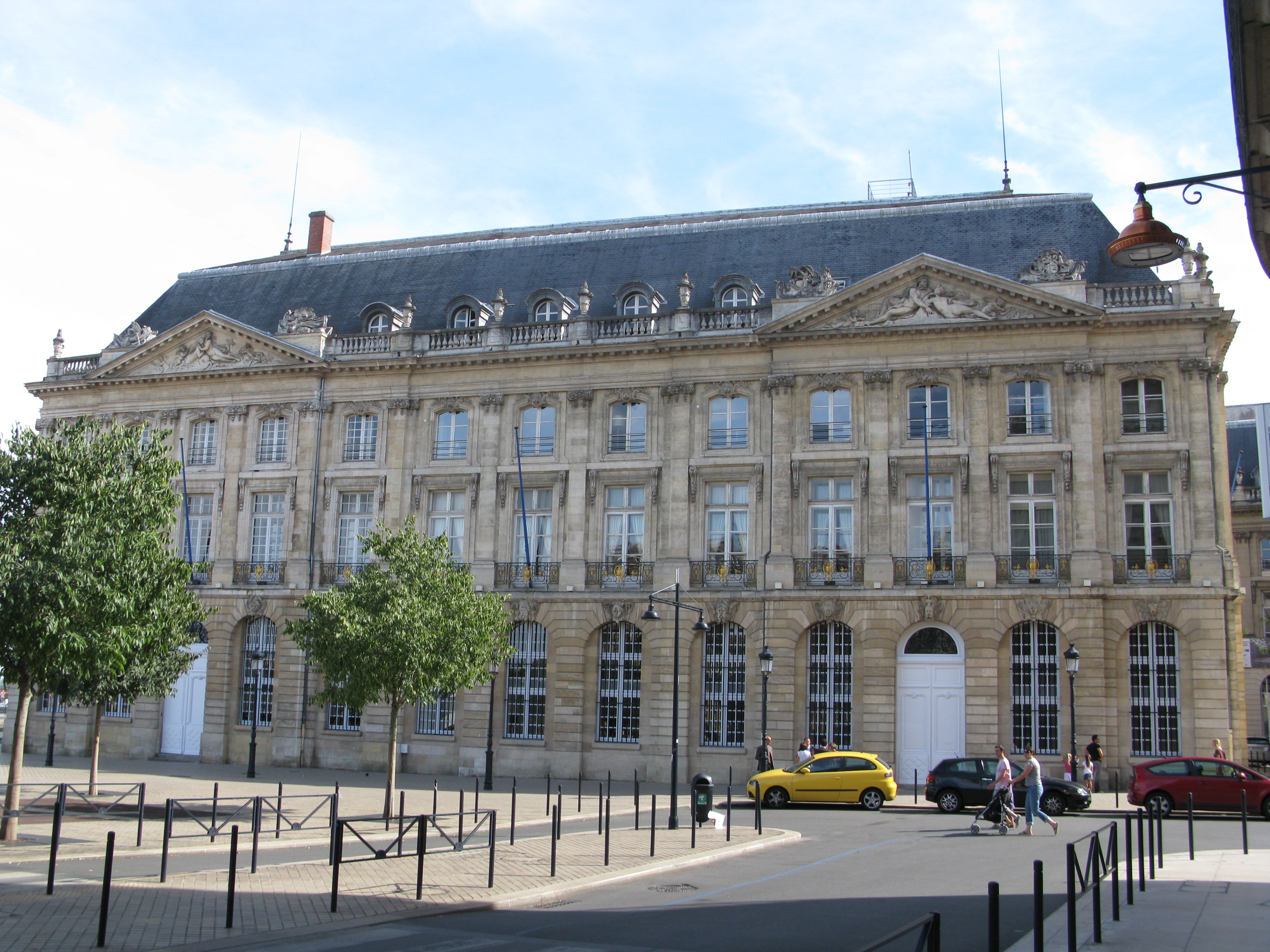
Façade nord donnant sur la place Jean-Jaurès.
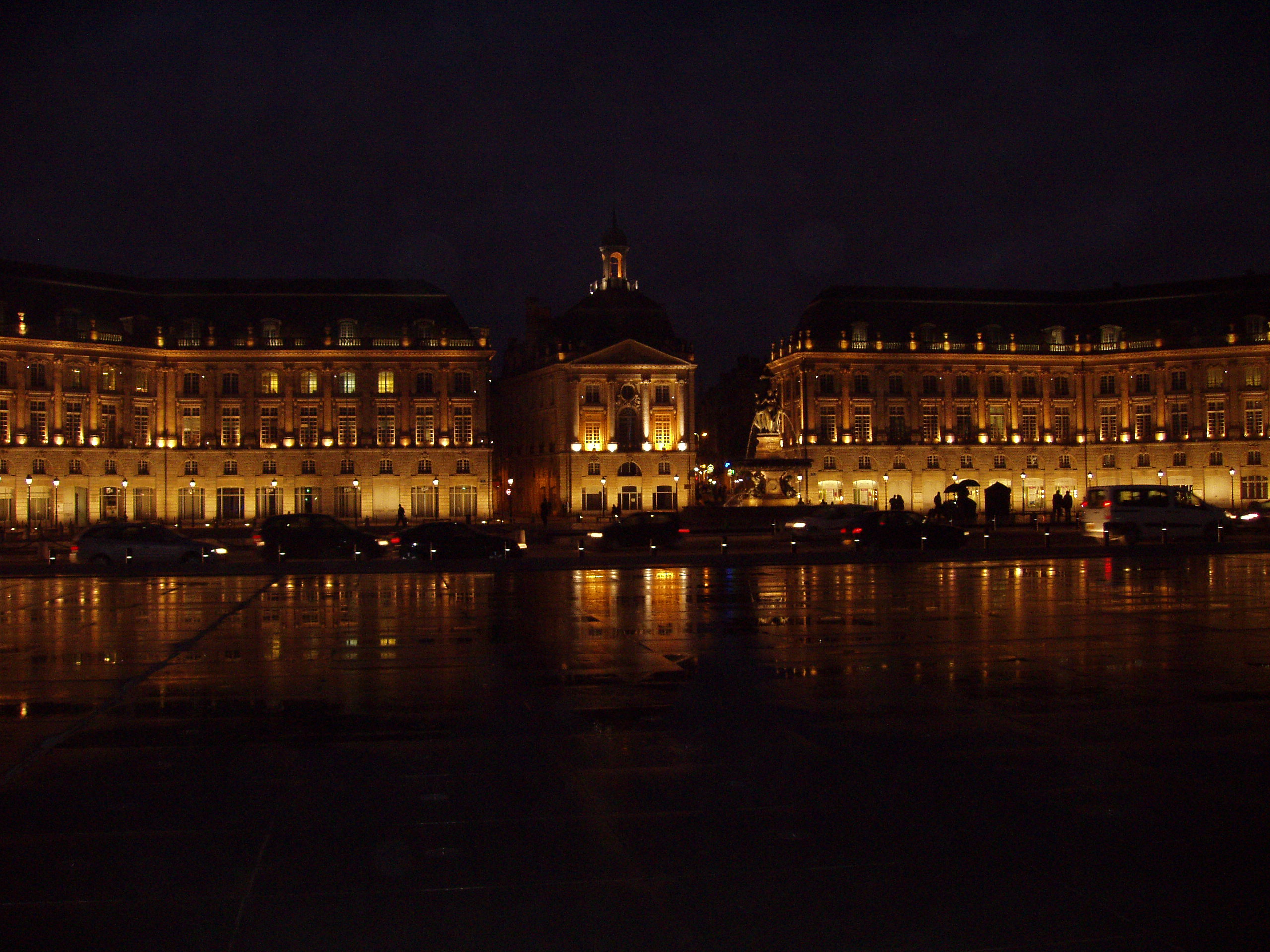
Place de la Bourse la nuit (le palais de la Bourse est à droite).